# Pawło Ławruk
Pawło Ławruk (ur. 1861 w Wierbiążu Wyżnym, zm. 1942 ?) – ukraiński polityk, działacz chłopski w Galicji.
Działał w Ukraińskiej Partii Radykalnej, był organizatorem ruchu siczowego w okolicach Kołomyi.
Poseł do Rady Państwa XII kadencji, oraz Sejmu Krajowego Galicji X kadencji. W 1918 był jednym z członków Ukraińskiej Rady Narodowej.
Po zakończeniu wojny polsko-ukraińskiej stał się zwolennikiem współpracy z polskim rządem, z tego powodu został usunięty z UPR.